# Agnieszka Ćwik
Agnieszka Brzeskot (ur. 8 marca 1969 w Bolesławcu) – polska aktorka teatralna.
Jest absolwentką PWST w Krakowie. W latach 1995–2004 występowała w BTD w Koszalinie, a od 2004 roku jest aktorką Nowego Teatru w Słupsku.

## Filmografia
- 2005 - Nie ma takiego numeru - Szpula
- 2018 - Jak pokonać kaca - Wyniosła

## Spektakle Nowego Teatru w Słupsku
- 2004 - Stanisław Ignacy Witkiewicz - Szalona lokomotywa - Abrakadabra (reż. Jan Peszek, Michał Zadara)
- 2004 - Gabriela Zapolska - Moralność pani Dulskiej - pani Dulska (reż. Bogusław Semotiuk)
- 2004 - Witold Gombrowicz - Ślub - matka (reż. Waldemar Śmigasiewicz)
- 2004 - Leszek Malinowski - Intercity - barmanka Zuzanna (reż. Leszek Malinowski, Bogusław Semotiuk)
- 2005 - William Szekspir - Romeo i Julia - Marta (reż. Bogusław Semotiuk)
- 2005 - Ray Cooney - Okno na parlament - Gladys (reż. Ireneusz Kaskiewicz, Bogusław Semotiuk)
- 2005 - Sofokles - Sofokles - Edyp i Antygona - Antygona (reż. Bogusław Semotiuk)
- 2005 - Lucjan Rydel - Betlejem polskie - śmierć, anioł ludowy (reż. Zbigniew Kułagowski, Bogusław Semotiuk)
- 2006 - Juliusz Słowacki - Balladyna - Balladyna (reż. Jan Machulski, Bogusław Semotiuk)
- 2006 - Bartosz Brzeskot - Pokój do zabawy (reż. Bartosz Brzeskot)
- 2006 - Zbigniew Książek - Sceny miłosne dla dorosłych (reż. Albert Osik)
- 2006 - Ginette Beauvais-Garcin, Marie Chevalier - Klan wdów - Mirella (reż. Julia Wernio)
- 2007 - Platon - Obrona Sokratesa (reż. Ireneusz Kaskiewicz)
- 2007 - Paul Pörtner - Szalone nożyczki - Helena Dąbek (reż. Jacek Łuczak)
- 2007 - Esther Vilar - Zazdrość - Yana (reż. Grażyna Barszczewska)
- 2008 - William Shakespeare - Galaktyka Szekspir - Helena, Hamlet (reż. Marcin Grota)